# Гермафродитизм

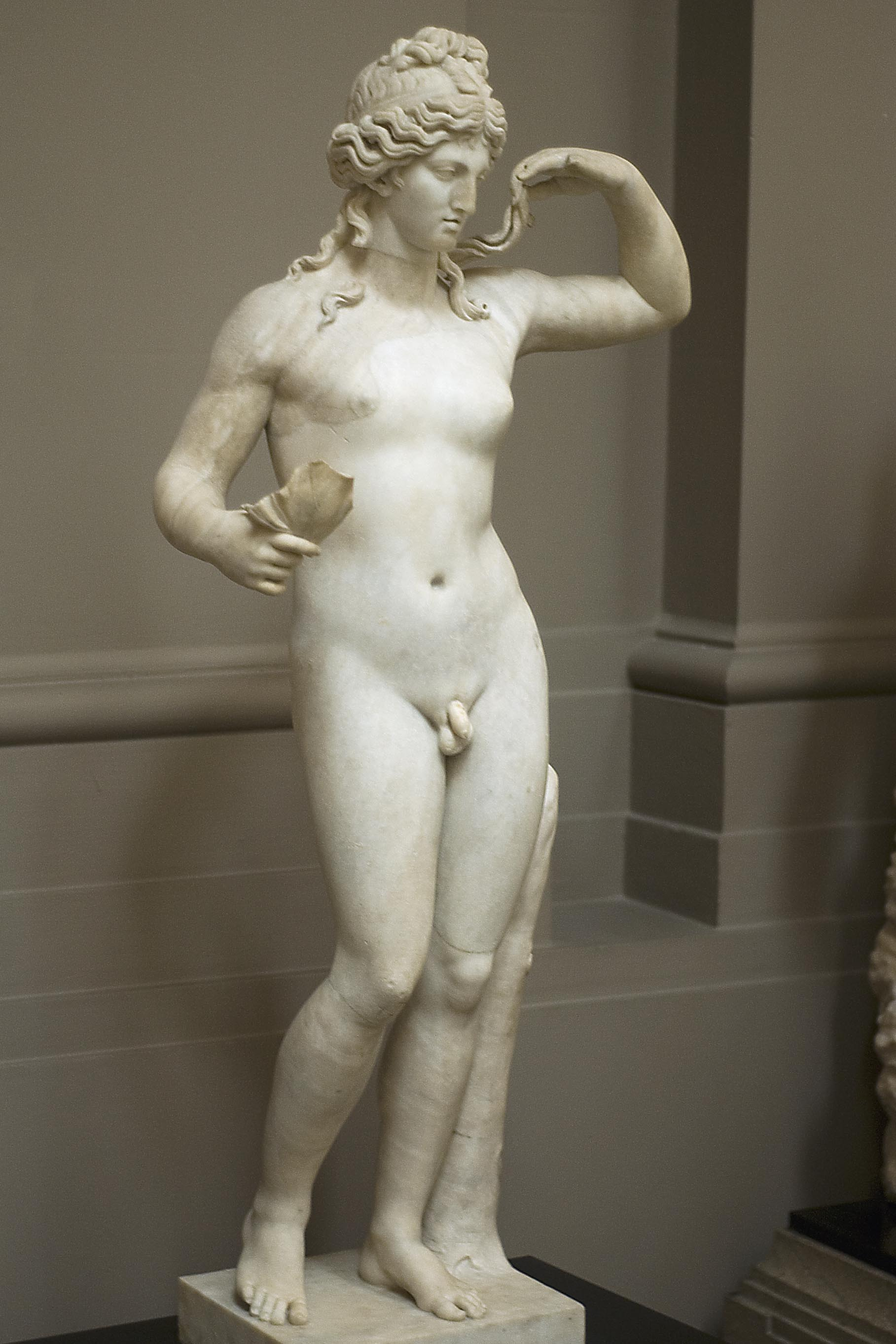
Гермафродит, дитя Гермеса і Афродіти

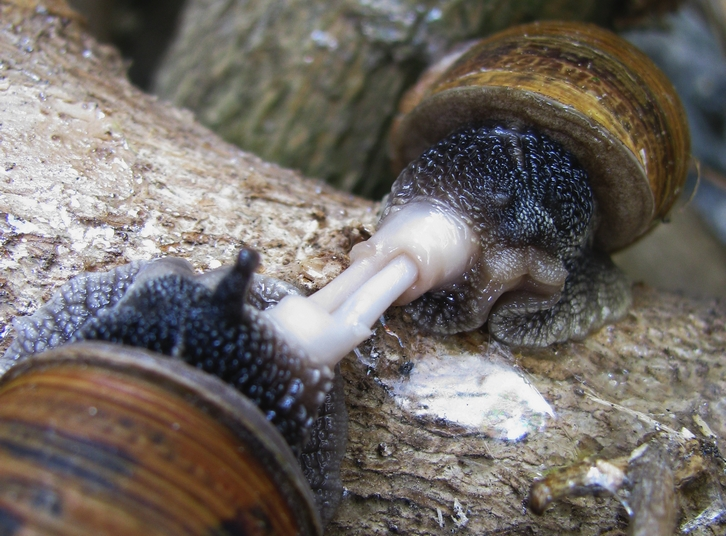
Спарювання Cornu aspersum (садові равлики)

Гермафродитизм — наявність в одному організмі чоловічих та жіночих статевих органів. Термін походить від імені грецького міфологічного персонажа Гермафродита — дитини Гермеса та Афродити, котра поєднала у собі ознаки чоловічої та жіночої статі. Термін не слід плутати з андроґінією — психологічним, а не біологічним явищем.
Генетично зумовлений гермафродитизм притаманний здебільшого безхребетним, а серед хребетних найчастіше зустрічається у риб. Приблизна оцінка кількості гермафродитних видів тварин — 65 000. Велика кількість видів рослин також є гермафродитами.
Існують такі варіанти генетично зумовленого гермафродитизму: послідовний та синхронний.

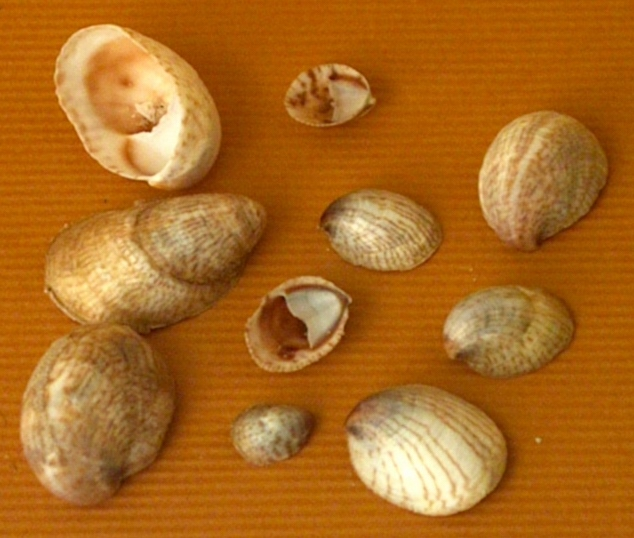
Раковини Crepidula fornicata (звичайна панцирна оболонка)

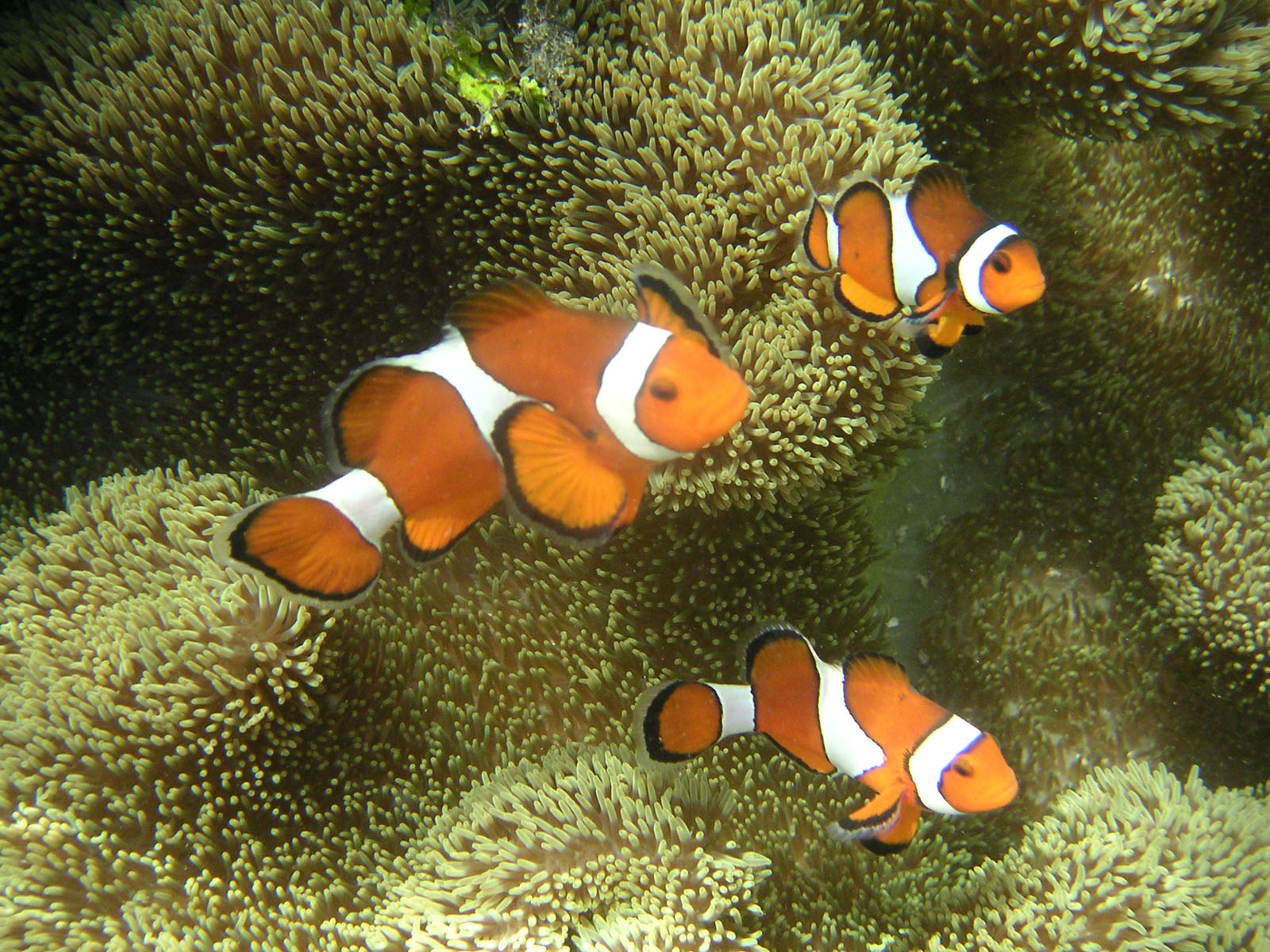
Риби-клоуни (спочатку розвиваються чоловічі статеві органи; найбільша риба в групі стає самкою)

## Види

### Послідовний гермафродитизм
Послідовний гермафродитизм (дихогамія) зустрічається у видів, у яких особина народжується однієї статі, але згодом може змінити стать на протилежну. Самозапліднення при цьому не відбувається. Послідовні гермафродити можуть змінити стать лише один раз. Послідовний гермафродитизм можна поділити на три широкі категорії:
Протандрія: Організм народжується як чоловік, а потім змінює стать на жіночу. Приклад: риба-клоун (рід Amphiprion) — це різнокольорові рифні риби, які живуть у симбіозі з морськими анемонами. Як правило, одна анемона містить «гарем», що складається з великої самки, менших репродуктивних самців і навіть менших нерепродуктивних самців. Якщо самку видалити, репродуктивний самець змінить стать, і найбільший з нерепродуктивних самців дозріє й стане репродуктивним.
Протогінія: де організм народжується як жіночий, а потім змінює стать на чоловічий. Протогінія поширена у Зеленушкових (Labridae).
Двонаправлені статеві зміни: коли організм має жіночі та чоловічі репродуктивні органи, але вони діють на різних стадіях життя. Прикладом є Lythrypnus dalli (родина Lythrypnus) — група риб коралових рифів, які змінюють стать відповідно до свого соціального статусу.

### Синхронний гермафродитизм
Синхронний (або гомогамний) гермафродитизм — одночасна наявність і чоловічих, і жіночих статевих органів у дорослому організмі. Часто відбувається самозапліднення. Приклади: черевоногі, земляні черв'яки, Hypoplectrus (рід окунеподібних риб родини кам'яних окунів), Caenorhabditis elegans (вільноживуча нематода) і т. д..

### Гермафродитизм і людина
У людини гермафродитизм не є аномалією розвитку з 2015 (Інтерсексність), що зустрічається в середньому в одного з 2000 новонароджених.[джерело?]
Нині[коли?] слово «гермафродит» не може вживатися стосовно людини, лише стосовно «тварини або рослини, що мають як чоловічі, так і жіночі репродуктивні органи».[джерело?]
У людини розрізняють справжній гермафродитизм та псевдогермафродитизм.
При справжньому гермафродитизмі в будові статевих органів простежуються як чоловічі, так і жіночі риси, а статеві залози виробляють обидва типи гамет — такий гермафродитизм є рідкісним, у медичній літературі зафіксовано близько 150 випадків. При цьому статеві залози двох типів можуть або бути об'єднаними в одну залозу (овотестис), або розташованими окремо.
При набагато частішому хибному гермафродитизмі статеві залози сформовані правильно за чоловічим або жіночим типом, але статеві органи несуть суміш ознак двох статей.